# AriBeatz
AriBeatz, pseudonimo di Ariya Rahimianpour (Bochum, 3 maggio 1995), è un produttore discografico tedesco di origini iraniane.

## Carriera
Nato a Bochum da genitori emigrati dall'Iran, si avvicina alla musica già in tenera età. All'età di 12 anni inizia a produrre i suoi primi brani musicali. Nel 2014 collabora con il duo di origine iraniana Kianush e con il rapper PA Sports per la produzione del loro album intitolato Desperadoz. Nel 2016 produce l'album Okou Gnakouri del rapper parigino Kaaris, che raggiunse nell'arco di pochi anni il doppio disco di platino.
In seguito, ha collaborato con artisti europei dei calibro di Soolking, Lacrim, Sofiane e Miami Yacine, ottenendo tra il 2017 e il 2018 un totale di 13 dischi d'oro e 6 dischi di platino in Germania, Francia, Austria e Svizzera.
Il 22 novembre 2019 pubblica il suo primo album in studio, Press Play.
Il  14 aprile 2023 esce, in collaborazione con Ozuna, Gims e Sfera Ebbasta, il singolo Mirage, certificato disco d'oro in Francia e doppio platino in Italia.

## Discografia

### Album in studio
- 2019 – Press Play

### Singoli
- 2018 – Varadero (feat. Ardian Bujupi e Ozel)
- 2018 – Perfekt (feat. RAF Camora e Sofiane)
- 2019 – Amphetamin (con Fero47 e YL)
- 2019 – J-Lo (con Nimo e Lacrim)
- 2021 – Aquí (feat. Ozuna e Soolking)
- 2023 – Mirage (feat. Ozuna, Gims e Sfera Ebbasta)
- 2024 – Mon ami (feat. Mero, Guè ed Emis Killa)